# 埃特朗比耶尔
埃特朗比耶尔（法語：Étrembières，法語發音：[etʁɑ̃bjɛʁ]）是法国上萨瓦省的一个市镇，属于圣于连昂热讷瓦区。

## 地理
埃特朗比耶尔（46°10'39"N, 6°13'33"E）面积5.43 平方千米，位于法国奥弗涅-罗讷-阿尔卑斯大区上萨瓦省，该省份为法国东部省份，历史上为薩伏依的一部分，北与瑞士接壤，西接安省，南至萨瓦省，东与瑞士和意大利接壤。
与埃特朗比耶尔接壤的市镇（或旧市镇、城区）包括：阿讷马斯、阿尔塔-圣母桥村、博塞、加亚尔、韦特拉-蒙图、韦里耶。

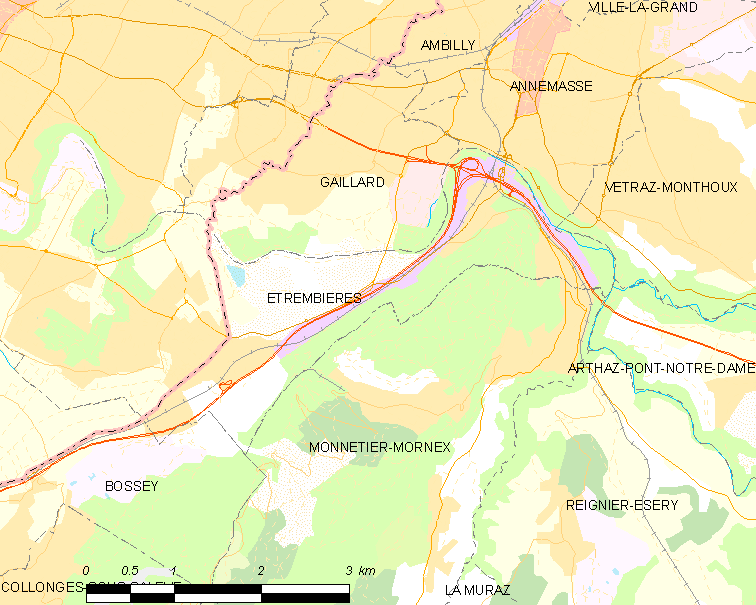
埃特朗比耶尔的OSM定位图

埃特朗比耶尔的时区为UTC+01:00、UTC+02:00（夏令时）。

## 行政
埃特朗比耶尔的邮政编码为74100，INSEE市镇编码为74118。

## 政治
埃特朗比耶尔所属的省级选区为加亚尔县。

## 人口

1962-2008年间埃特朗比耶尔人口变化图示

埃特朗比耶尔于2022年1月1日时的人口数量为2624人。